# Čartizem
Čartizem je bilo gibanje za politične in družbene reforme v Združenem kraljestvu med letoma 1838 in 1858. Zavzemalo se je za splošno volilno pravico, uvedbo demokracije in za omejitev dela otrok.